# Український медичний ліцей
Український медичний ліцей Національного медичного університету імені О. О. Богомольця (ліцензія Головного управління освіти і науки м. Києва: серія ЗОД-ІІ, № 111098 від 11.06.1997р., свідоцтво про державну реєстрацію юридичної особи: серія А00, № 2014161 від 25.06.1997р.) - заклад загальної середньої освіти для учнів  9-10-11 класів в Шевченківському районі міста Києва.
Створений у 1991 році, як структурний підрозділ Національного медичного університету імені О.О. Богомольця для забезпечення освіти понад державний освітній мінімум, допрофесійної підготовки на медичні спеціальності. 
Викладання здійснюється українською мовою. Профільні предмети - біологія та хімія. Мови, що вивчаються - українська, англійська, латинська.
Засновниками закладу є Національний медичний університет імені О.О. Богомольця (ректор – Кучин Юрій Леонідович) і Київська міська державна адміністрація (голова - Кличко Віталій Володимирович).
Відповідно до рішення Київської міської ради від 09.09.2010 року № 7/4819 «Про питання організації управління районами в місті Києві» від 02.12.2010 року № 284/5096 «Про питання комунальної власності територіальної громади міста Києва» заклад належить до комунальної власності територіальної громади міста Києва і знаходиться у сфері управління Шевченківської районної в місті Києві державної адміністрації (голова - Гаряга Олег Олександрович).

## Історія
Київський медичний інститут імені О.О.Богомольця (нині - Національний медичний університет імені О.О.Богомольця) 18 квітня 1990 року першим у колишньому СРСР та в Україні за ініціативою ректора Національного медичного університету імені О.О. Богомольця (1984-2003), академіка АМН СРСР, НАН, НАМН і НАПН України - Гончарука Євгена Гнатовича (1930-2004), відкрив експериментальні медичні класи, які в 1991 році стали медичними ліцеями на базах класичної гімназії № 117 імені Лесі Українки (директор - Бойко Л.М.) і природничого ліцею № 157 (директор – Костенко В.І.), 11 червня 1997 року, за рішенням вченої ради університету, за сприяння Міністерства освіти та науки України, Міністерства охорони здоров'я України, Київської міської державної адміністрації  був створений Український медичний ліцей, засновниками якого стали Національний медичний університет імені О. О. Богомольця та Старокиївська (нині -Шевченківська) районна державна адміністрація міста Києва, який став компонентом актуального наукового напрямку - допрофесійної підготовки на медичні спеціальності в умовах технологічної моделі ліцей-університет у відкритій системі неперервної медичної освіти. Директором закладу, за погодженням із вченою радою НМУ імені О.О. Богомольця, було призначено - кандидата фізико-математичних наук, доцента кафедри медичної і біологічної фізики з курсом інформатики, лауреата премії для молодих вчених НАН України Цехмістера Ярослава Володимировича.
Піклувальну раду ліцею  з 1997 до 2014 року очолював видатний громадський і політичний діяч, Герой України, народний депутат України І-VI скликань, голова Верховної Ради України І та III скликань - Плющ Іван Степанович (1941-2014).
З 2014 року головою піклувальною ради закладу обрано видатного вченого, лікаря, організатора медичної науки, президента Національної академії медичних наук України, академіка НАМН України, член-кореспондента НАН України, доктора медичних наук, професора, заслуженого діяча науки і техніки України, Лауреата двох Державних премій України - Цимбалюка Віталія Івановича.
Першим головою наукової ради ліцею у 1997-2003 рр. було обрано видатного мікробіолога, вірусолога і педагога, академіка НАН і НАМН України, заслуженого діяча науки і техніки України, доктора медичних наук, професора, проректора з навчальної роботи університету (1990-2003) - Широбокова Володимира Павловича.
З 2004 року головою ради закладу обрано видатного вченого гігієніста, організатора та адміністратора вищої медичної освіти, академіка НАМН України, Лауреата Державної премії України, заслуженого діяча науки і техніки України, проректора з науково-педагогічної роботи університету (2003-2014), доктора медичних наук, професора, заслуженого діяча науки і техніки України, завідувача кафедрою гігієни праці і професійних хвороб - Яворовського Олександра Петровича.
Науково-методичний комплекс, структуру нового закладу створював високопрофесійний науково-педагогічний колектив, який об’єднав видатних вчених, лікарів, вчителів і викладачів, потенціал фундаментальних кафедр університету і підрозділів ліцею: проректори університету - член-кореспондент НАПН України, заслужений працівник освіти України, професор В.Г. Коляденко (1935-2013), професор А.С. Свінціцький (1948-2020), заслужений діяч науки і техніки України, Лауреат Державної премії України, професор Т.Д. Нікула (1936-2019), академік НАМН України, Лауреат Державної премії України, професор В.Г. Майданник (1957-2020), заслужений працівник охорони здоров’я України, професор Л.П.Гульчій, заслужений лікар України, професор О.М. Науменко; ректор  Національної медичної академії післядипломної освіти імені П. Л. Шупика, академік НАМН України, заслужений діяч науки і техніки України, лауреат Державної премії України, професор Ю.В. Вороненко; завідувач кафедрою педіатрії член-кореспондент НАМН України, заслужений діяч науки і техніки України, професор О.П. Волосовець, завідувач кафедрою патологічної фізіології, член-кореспондент НАПН України, професор Ю.В. Биць (1938-2008); завідувач кафедрою фармакології, член-кореспондент НАН і НАМН України, Лауреат Державної премії України, професор І.С. Чекман (1936-2019), завідувач кафедрою хірургії, академік НАН та НАМН України, Лауреат Державної премії України, професор П.Д. Фомін (1936-2020), декан медичного факультету, завідувач кафедри описової та клінічної анатомії людини, заслужений діяч науки і техніки України, професор В.Г. Черкасов (1953-2020); за напрямками - медичної і біологічної фізики та інформатики (завідувач кафедри - член-кореспондент НАПН України, заслужений діяч науки і техніки України, переможець програми Фулбрайта Уряду США, професор О.В. Чалий, доценти - О.І. Олійник, А.І. Єгоренков,  І.Ф. Марголич, Г.О. Сбродова, Д.В. Лукомський, Д.А. Макарченко (1929-2016), В.М. Данилейко (1956-2013), Ю.П. Скляров (1964-2017); біології (завідувач кафедри - академік НАН України, заслужений вчитель України, Лауреат Державної премії України, професор О.В. Романенко, доценти М.Г. Кравчук, І.О. Погоріла); біоорганічної та біологічної хімії (завідувачі кафедрою-заслужений діяч науки і техніки України, професор Ю.В. Хмелевський (1930-2014), член-кореспондент НАМН України, Лауреат Державної премії України, професор Ю.І. Губський (1945-2019), заслужений діяч науки і техніки України, професор І.В. Ніженківська, професор Л.В. Гайова), медичної та загальної хімії (завідувачка кафедрою заслужений діяч науки і техніки України, професор В.О. Калібабчук, професори – В.Л. Слипчук, Т.Д. Рева, доценти В.Б. Ємельянов, В.І. Галінська, С.М. Гождзінський, В.А Самарський, І.В. Родигіна, Г.М. Зайцева, О.Б. Тимощук, ст. викладачі - Л.І. Грищенко та Т.О. Овсяннікова), латинської мови (завідувачі кафедрою - професор Ю.В. Шанін (1930-2005), доцент О.Г. Кисельова; доценти - А.М. Поскрипко (1929-2010),  Г.С. Соковніна (1927-2010), Л.Г.Шевченко, М.П. Остапенко; пропедевтики внутрішньої медицини №1 (завідувач кафедрою - член-кореспондент НАМН України, заслужений діяч науки і техніки України, професор В.З. Нетяженко, доцент Л.А. Дідківська), української мови та літератури (завідувачки кафедрою - професори, заслужені працівники освіти України Н.М. Гаєвська та Л.Ф. Дунаєвська (1948-2007); професор В.Я. Неділько (1925-2002), іноземних мов (завідувачка кафедрою - доцент Л.Я. Аврахова, доцент І.О. Паламаренко), к.м.н. Ю.Г. Віленський (1935-2020), базової школи ліцею, нині - медичної гімназії № 33 міста Києва (директорка (до 2015р.), вчителі-методисти - В.Л. Бабенко, директорка (з 2015р.), кандидат педагогічних наук Л.В. Переймибіда, заступниця директора ліцею, кандидат педагогічних наук, заслужений працівник освіти України Р.В. Іваненко,), куратори класів, вчителі-методисти – Н.В. Дорошкевич, О.Д. Пилявська, І.Г. Керасіді,  Л.М. Ренькас, Г.К. Гапонова, О.В. Боброва, Т.С. Крайнікова, Р.І. Дубіковська, В.І. Лялько, Л.С. Сорока, О.В. Липкан, Н.А. Матічіна, Т.О. Жеребко, Т.М. С.О. Стронова, Столярова, С.Ю. Тарасевич, кандидат педагогічних наук М.Б. Агапова, кандидат філологічних наук  Є.Д. Ангерчік, Г.В. Борисенко, Ж.І. Василенко, Д.М. Захарчун, К.В. Рибакова, І.І. Токменко, І.М. Шинкаренко, Г.Я. Холод, І.М. Мошкова, С.А. Козленко, Н.М. Строкач, О.В. Пилипей,  заслужені майстри і майстри спорту України - О.І. Колеснік, О.С. Руденко, С.В. Іванова, В.М. Успенський.

## Освітній процес
У закладі здобувачі освіти навчаються у 9-10-11-х класах, мова викладання - українська, іноземна - англійська, латинська. Для досягнення учнями обов’язкових результатів навчання, визначених Державним стандартом базової та повної загальної середньої освіти, розроблено єдиний комплекс освітніх компонентів, які містить освітня програма Українського медичного ліцею Національного медичного університету імені О.О. Богомольця на навчальний рік.
У ліцеї також запроваджено системи - забезпечення якості освіти, менеджменту якості (ISO9001-2015), академічної доброчесності, безпечного освітнього середовища, допрофесійної підготовки; цифрова навчальна платформа; здійснюється підготовка для вступу на всі факультети Національного медичного університету імені О.О. Богомольця.
У закладі учні мають можливість відвідувати гуртки з біології, математики, анатомії і фізіології, історії мистецтва, латинської і грецької мов (сертифікат), міжнародного медичного англійського клубу (IMEC), професійної етики та деонтології, медичного масажу, фармакології, фінансової грамотності (сертифікат), хореографії, а також елективні курси: анатомія і фізіологія, початкова медична англійська (сертифікат), практичні тренінги - Української медичної студентської асоціації «Базова підтримка життя (BLS)» (сертифікат).
Детальніша інформація щодо організації освітнього процесу розміщена на офіційному сайті закладу (uml.nmu), розділ – «прозорість та інформаційна відкритість».

## Наукова діяльність
Ліцей є колективним членом Малої академії наук України (з 1997р.) Учнівське наукове товариство імені А. П. Ромоданова в 2001 р. першим в Україні серед закладів середньої освіти було нагороджено відзнакою «Золота Сова» Президії Малої академії наук України, яку вручив на Загальних зборах академії Президент НАН України Б.Є. Патон. З 2000 року заклад утримував перше місце за результатами наукових конкурсів-захистів Малої академії наук України. Ліцей неодноразово був абсолютним  переможцем Всеукраїнського конкурсу науково-дослідницьких робіт учнів-членів МАН серед 9-11-х класів міста Києва.
Випускники закладу кожного року стають переможцями III етапу Всеукраїнського конкурсу-захисту науково-дослідницьких робіт учнів-членів МАН України та IV етапу Всеукраїнських учнівських олімпіад. Забезпечено академічну взаємодію спільноти ліцею з Національним медичним університетом імені О.О. Богомольця, Київським Національним університетом імені Тараса Шевченка, Національним технічним університетом України "Київський політехнічний інститут імені Ігоря Сікорського", Національним університетом біоресурсів і природокористування України,  установами НАН, НАМН та НАПН України, з освітніми, культурними, соціальними і закладами міста Києва.

## Міжнародність
Ліцей є активним учасником проекту асоційованих шкіл ЮНЕСКО (UNESCO Associated Schools Project Network, ASPnet) з 2000 року, має міжнародні освітні і наукові контакти, закріплені двосторонніми угодами з іноземними навчальними закладами Європи, США та Канади, тривалий час (з 1997 до 2014) був партнером - Інституту біофізики РАН, експериментальної школи-лабораторії РАО (РФ, м. Пущино), кафедри біофізики МДУ імені М.В.Ломоносова, МФТІ, міжнародного дитячого центру «Артек» (АР Крим); має угоду про співробітництво з Rīgas Stradiņa Universitāt, Universitas Catholica Lublinensis Ioannis Pauli II, гімназією імені Пантелеймона Куліша (м. Борзна, Чернігівська область), має інші угоди і договори.
Здобувачі освіти ліцею активно співпрацюють із волонтерами навчальних закладів Австрії, Болгарії, Грузії, Греції, Канади, Китаю, Італія, Ізраїлю, Латвія, Литви, Німеччини, Польщі, США, Чехії, Швеції, беруть участь у конкурсних відборах майбутніх лідерів ”FLEX”, міжнародних проектах, тренінгах і програмах  World Without Borders AIESEC в Україні, «eTwinning», Go Camp на теми міжкультурної толерантності, персональних цінностей, розвитку лідерських навичок, профорієнтації та здорового способу життя, деонтології, допрофесійної підготовки на медичні спеціальності,  глобальних і соціальних викликів.

## Адміністрація і педагогічний склад
Директор ліцею (з 1997 р.) Цехмістер Ярослав Володимирович, кандидат фізико-математичних наук, доктор педагогічних наук, лауреат премії для молодих вчених з фізики НАН України, професор, дійсний член Національної академії педагогічних наук України, заслужений працівник освіти України; заступник директора з навчальної роботи (з 1999р.) Іваненко Руслана Валеріївна, вчитель-методист, відмінник освіти, кандидат педагогічних наук, заслужений працівник освіти України, нагороджена знаком пошани Київського міського голови; заступник директора з виховної роботи (з 2015р.) Жеребко Тамара Олександрівна, вчитель методист, відмінник освіти, лауреат премії П.О. Куліша; методист ліцею: Репало Олена Олександрівна, відмінник освіти, лауреат премії А.П. Ромоданова.
Вчителі закладу - сертифіковані професіонали, які не тільки успішно викладали в найкращих гімназіях, ліцеях, спеціалізованих школах і університетах країни, а й розробляли і створювали підручники з грифами МОН України і МОЗ України, авторські курси, методичні посібники, завдання для олімпіад різного рівня і ЗНО, є членами міжнародних профільних асоціацій.
Детальніша інформація щодо структури, органів управління та кадрового складу розміщена на офіційному сайті закладу (uml.nmu), розділ – «прозорість та інформаційна відкритість».

## Прийом на навчання
Прийом на навчання здійснюється до 9-го і 10-го класів за результатами вступних тестувань із предметів: українська мова і біологія. Для участі в конкурсі учні реєструються на офіційному сайті закладу (nmu.ua). На цифровій платформі ліцею можна перевірити рівень знань з конкурсних предметів. Передбачено також вступ до закладу без тестування (за співбесідою з біології) - на підставі результатів щорічної олімпіади з профільних предметів (початок квітня поточного року), за наявності диплому переможця I-III ступенів.
Вступ, терміни подачі документів, проведення тестування і зарахування до ліцею визначаються щорічно «Порядком вступу до Українського медичного ліцею Національного медичного університету імені О.О. Богомольця».
Більш детальна інформація щодо прийому на навчання розміщена на офіційному сайті закладу (uml.ua), розділ – «вступ».

## Досягнення
За роки існування навчання у закладі завершило понад 2700 учнів, серед яких понад 80 іноземних громадян. Майже кожний десятий випускник Національного медичного університету імені О. О. Богомольця - випускник ліцею. Серед них: понад 50 випускників закладу занесені до книги пошани університету, понад 360 захистили магістерські, кандидатські та докторські дисертації в Україні, 45 захистили магістерські та докторські дисертації (PhD, MD) у провідних країнах світу. Допрофесійна підготовка здійснюється на базі клінічних та медико-профілактичних закладів охорони здоров'я міста Києва.
Ліцей традиційно займає високі позиції за підсумками зовнішнього незалежного оцінювання (ЗНО) з профільних предметів біологія і хімія. Серед випускників закладу (2008-2020 рр.) 16 учнів отримали по 200 балів з української мови і літератури, біології, хімії, фізики, двоє серед них - двічі по 200 балів з різних предметів.    
У 2000 році ліцей першим серед середніх навчальних закладів України був відзначений срібною медаллю міжнародної педагогічної академії за досягнення в галузі освіти, культури та науки. Навчальний заклад нагороджено Почесною грамотою Верховної ради України, Кабінету міністрів України, Міністерства охорони здоров'я України, Почесним дипломом Міністерства освіти і науки, молоді та спорту України, Київської міської державної адміністрації, понад тридцятьма золотими медалями міжнародних освітніх конкурсів, виставок і конференцій, відповідно до Національного рейтингу України його визнано «Флагманом науки і освіти» (2008 р.), присвоєно почесне звання «Лідер сучасної освіти» (2009 р.). У закладі навчались і продовжують навчання переможці міжнародних, всеукраїнських олімпіад і конкурсів, талановиті спортсмени, чемпіони України, Європи.

## 200 балів ЗНО
Хілл Кароліна Дон (2020р., біологія), Бриленко Георгій Сергійович (2019р., біологія), Пінкевич Сергій Миколайович (2019р., біологія), Ломакова Богдана Ігорівна (2018р. біологія, хімія), Лохно Вікторія Юріївна (2018р., хімія), Яаврумян Асія Олексіївна (2016р., біологія), Корнєєва Анастасія Сергіївна (2015р., хімія), Сербін Богдан Сергійович (2014р., фізика), Яремчук Поліна Олегівна (2013р., хімія), Логвіненко Олександра Олександрівна (2012р., біологія), Кулік Ігор Олегович (2012р., біологія, українська мова), Пономарьов Олександр Миколайович (2011р., біологія), Алексєєва Ярослава Михайлівна (2010р., біологія).

## Герб ліцею
Опис Герба Українського медичного ліцею Національного медичного університету імені О.О. Богомольця: в синьому щиті золота палиця, поверх якої золота чаша, що обвивається праворуч золотим листком селери, а ліворуч -золотою змією. На верхній частині щита синій малий центральний щиток з срібною емблемою Національного медичного університету імені О.О. Богомольця. Щит вінчає золоте сонце, що випромінює золоті прямі і хвилясті промені. Над сонцем цифри «1991». Щит обрамований довгою синьою стрічкою з срібним написом «Український медичний ліцей». Під стрічкою коротка синя девізна стрічка з срібним написом «Vitae, non liceo discimus».